# Leucolithodes tincara
Leucolithodes tincara là một loài bướm đêm trong họ Geometridae.